# Max Erwin von Scheubner-Richter

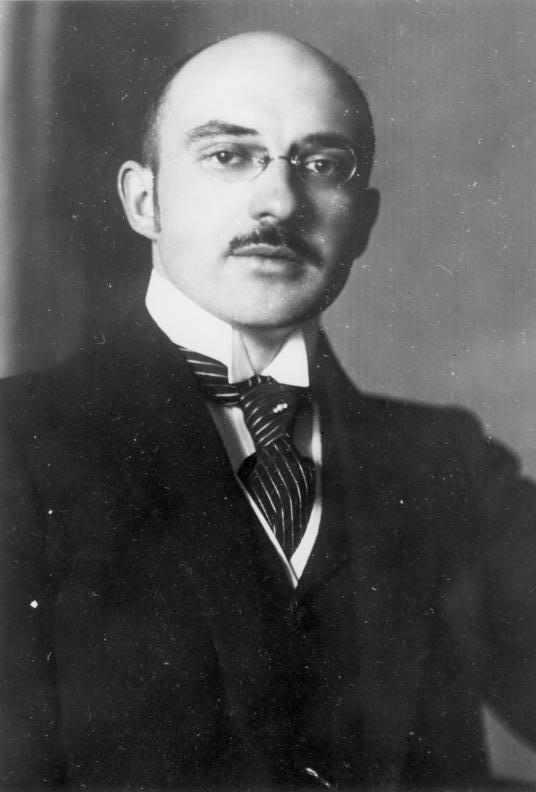
Max Erwin von Scheubner-Richter (1915), Aufnahme aus dem Bundesarchiv

Ludwig Maximilian Erwin von Scheubner-Richter (* 9. Januarjul. / 21. Januar 1884greg. in Riga, Russisches Kaiserreich, heute Lettland; † 9. November 1923 in München) war ein deutscher Chemiker, Offizier und eine Führungsfigur in der Frühphase der NSDAP. Der erste Band von Hitlers Buch Mein Kampf ist ihm und fünfzehn anderen Nationalsozialisten, die beim Hitlerputsch umkamen, gewidmet.

## Leben und berufliche Entwicklung
Max Erwin Richter wurde als Sohn eines deutschen Musikers und einer deutschbaltischen Mutter geboren. Den Namenszusatz von Scheubner erhielt er 1912 nach der Heirat mit der 19 Jahre älteren Adligen Mathilde von Scheubner (* 16. April 1865 in Riga; † nach 1951) und der Adoption durch einen ihrer Verwandten.

### Frühe Jahre
Von 1904 bis 1906 studierte Max Richter am Polytechnikum Riga Chemie. Er trat in Riga dem Corps Rubonia bei und machte die Bekanntschaft Otto von Kursells. Nach der Russischen Revolution 1905–1907 siedelte er nach Deutschland über. Von diesem Zeitpunkt an lebte er in München. Hier setzte er auch sein Studium fort, das er als Doktor-Ingenieur abschloss. Am 10. August 1914 meldete er sich als Kriegsfreiwilliger. Mit Beginn des Krieges wurde er dem 7. Bayerischen Chevaulegers-Regiment Straubing zugeteilt.

### Aktivitäten im Ersten Weltkrieg
Mit dem 7. Bayerischen Regiment kam Max Scheubner-Richter an der Westfront zum Einsatz. Auf Grund seiner russischen Sprachkenntnisse vermittelte einer seiner Vorgesetzten die Kommandierung an die russischen Frontlinien. Hier war er bis November 1914 im Einsatz. In dieser Zeit hatten leitende Beamte des Auswärtigen Amtes in Berlin den Plan gefasst, die russischen Erdölfördergebiete im Bereich hinter den russisch-türkischen Linien durch eine Sabotageaktion zu sprengen, um damit den Eisenbahntransport und die Rohölzufuhr im Land zum Erliegen zu bringen. Als geeigneter Kommandeur wurde dazu Paul Schwarz (1882–1951) ausgewählt, der als Erdölspezialist durch seinen Beruf Kenntnisse über die Beschaffenheit der Ölfelder um Baku hatte. Als Partner an seiner Seite wurde Scheubner-Richter durch den Legationsrat Otto Günther von Wesendonk (1885–1933), der für die Vorbereitung solcher Projekte im Auswärtigen Amt verantwortlich war, im November 1914 ausgewählt. Während Schwarz bereits am 8. November nach Erzurum in Marsch gesetzt wurde, arbeiteten die Organisatoren in Berlin noch fieberhaft daran, die notwendigen „Abdeckungen“, Ausrüstungen und Sprengstoff zu besorgen. Ende des Monats reiste auch Scheubner-Richter in die Türkei und traf kurz vor dem 19. Dezember in Erzurum ein. Hier hatte inzwischen Schwarz weitere Vorbereitungen für den geplanten Sabotageeinsatz vor Ort getroffen. Dazu gehörte auch die Tarnung beider Akteure als Leiter und Stellvertreter des deutschen Konsulats in Erzurum. Als am 19. Dezember die türkische Armee eine Offensive gegen die russische Festung Kars startete, nutzte Schwarz die Gelegenheit, mit einer kleinen Gruppe, die für die ersten Sabotageakte ausgewählt worden war, im Schatten dieser Militäraktion die russischen Frontlinien zu überqueren. Als er sich am 21. Dezember in Bewegung setzte, blieb Scheubner-Richter als „Konsulatssekretär“ in Erzurum. Die geplante Sabotageaktion schlug fehl, da der Widerstand der russischen Truppen durch die türkischen Einheiten nicht gebrochen werden und die Gruppe um Schwarz die Erdölfelder gar nicht erst erreichen konnte. Inzwischen hatte sich Scheubner-Richter im Konsulat als „Konsulatsverweser“ eingerichtet und gab sich gegenüber Besuchern sogar hin und wieder als Attaché aus. Er machte sich Hoffnungen, aus seiner Kommandierung eine weitere Verwendung im konsularischen Dienst des Auswärtigen Amtes ableiten zu können. Doch seiner mehrfach vorgetragenen Bitte, ihn zum Vizekonsul zu ernennen, kam das Auswärtige Amt nicht nach, da seine kommissarische Tätigkeit in Erzurum nur für die Zeit des Einsatzes und ausdrücklich nur zur Abdeckung der geplanten Sabotageakte vereinbart war.
Ungeachtet dessen verhielt sich Scheubner-Richter so, als sei die gesamte konsularische Arbeit am osttürkischen Standort auf ihn übergegangen. Am 17. Februar 1916 war Schwarz, der während des Einsatzes an der Ruhr erkrankt und durch die Nichterfüllung seines Auftrages völlig niedergeschlagen war, nach Deutschland abgereist. Inzwischen war Scheubner-Richter zum Leutnant befördert worden. Kurz vor der Abreise von Schwarz hatte ein Prinz Emir Arslan Khan im Konsulat vorgesprochen und einen Plan unterbreitet. Der sah die Errichtung einer kaukasischen Republik vor, die durch eine militärische Aktion unter Beteiligung einer türkischen Division und 2 bis 3 deutscher Offiziere umgesetzt werden könne. Scheubner-Richter hielt diesen Plan für wichtig und schickte Skizzen und Material über mögliche Aufmarschgebiete an das Auswärtige Amt. Er stellte die Aktion als erfolgversprechend dar, bot seine persönliche Beteiligung an und stellte in Aussicht, dass in ihrem Rahmen auch der ursprüngliche Plan, die russischen Erdölleitungen zu zerstören, realisiert werden könne.
Mitten in den Vorbereitungen für diese nächste Militäraktion trafen Informationen über immer stärker um sich greifende Unruhen in den Armeniergebieten ein. In dem Wissen, dass dort an wehrlosen Menschen Verbrechen verübt wurden, kritisierte Max Scheubner-Richter das Vorgehen der Türkei und forderte das Auswärtige Amt und den deutschen Botschafter Hans Freiherr von Wangenheim in Konstantinopel auf, etwas zu unternehmen. Am 20. Mai 1915 berichtete er:

„… Ich habe mich persoenlich zu den um die Stadt lagernden Ausgesiedelten begeben. Das Elend – Verzweiflung und Erbitterung sind groß. Die Frauen warfen sich und ihre Kinder vor mein Pferd und baten um Hilfe. Der Anblick dieser jammernden Armen war mitleiderregend und peinlich – noch peinlicher war aber fuer mich das Gefuehl nicht helfen zu koennen. Die armenische Bevoelkerung sieht im Vertreter des Deutschen Reiches zur Zeit ihren einzigen Schutz und erwartet von ihm Hilfe.“

„Das Einzige, was ich tun konnte, war – den Bischof und die Bewohner Erzerums zu veranlassen fuer die Vertriebenen, welche ohne Nahrung sind, Brot zu sammeln. Das geschah und wird noch fortgesetzt. Es besteht jedoch das Verbot, dass Niemand ohne besondere Erlaubnis, die Armeniern nicht erteilt wird, die Stadt verlassen darf. Infolgedessen lasse ich, da ich dieses Verbot fuer mich und meine Angestellten als nicht existierend betrachte, durch Wagen des Konsulats dieses Brot taeglich bis zu 10 km weit hinausbringen und unter die Aermsten der Vertriebenen verteilen.“

Scheubner-Richter gelang es zwar, einzelne Armenier zu retten, seine Interventionen in Konstantinopel und Berlin blieben jedoch wirkungslos. Wie die in der Botschaft von Konstantinopel beigefügten Randbemerkungen zu seinem Schreiben erkennen lassen, wurde sein Verhalten gegenüber den Armeniern sogar als weltfremd und der politischen Lage nicht angemessen betrachtet.
Daneben bemühte sich Scheubner-Richter weiter, die Militär- und Sabotagepläne in Richtung Kaukasus voranzutreiben. Im Auswärtigen Amt wurde kurzfristig entschieden, zur Überprüfung der Situation vor Ort Friedrich Werner von der Schulenburg mit einer kleinen Gruppe in die Region zu entsenden. Getarnt als Zivilisten trafen sie am 6. August in Erzurum ein. Doch bereits Anfang September 1915 verließen 500 Soldaten unter dem Kommando der Brüder Paul und Karl Gustav Leverkühn sowie 50 türkische Reiter und 100 Infanteristen, geführt von Scheubner-Richter, Erzurum in südlicher Richtung. In seinen Situationsberichten an Werner von der Schulenburg schlug er schon wenige Tage nach dem Abmarsch die Leverkühns zur Beförderung und sich selbst für die Beförderung zum Rittmeister und die Ernennung zum Vizekonsul vor. Im Januar 1917 brach die Gruppe dann von Mossul aus in Richtung Erbil auf. Inzwischen waren jedoch russische Angriffe auf Erzurum erfolgt und das Konsulat musste nach Sivas verlegt werden. Die militärische Lage für die Gruppe um Scheubner-Richter und die Leverkühns wurde immer schwieriger, ihnen gingen die finanziellen Mittel aus und der Partner Arslan Khan entpuppte sich immer mehr als Hochstapler. Im März 1916 übergab Scheubner-Richter das Kommando an Karl Gustav Leverkühn (gefallen 1918). Im Juli des gleichen Jahres löste er den militärischen Verband auf.
Nach Scheubner-Richters Rückkehr nach Berlin am 26. Januar 1917 verzichtete das Auswärtige Amt auf weitere von ihm vorgeschlagene Dienste. Auch seine Abordnung wurde aufgehoben. Danach folgten wechselnde Einsätze u. a. in Straubing, im Regiment unter Adolf Friedrich von Mecklenburg und in Stockholm. Schließlich war er ab dem Jahreswechsel 1917/1918 im Oberkommando der 8. Armee in Riga als Leiter der Pressestelle der deutschen Militärverwaltung für das Baltikum eingesetzt. Die Pressestelle trug die Bezeichnung „Pressestelle Oberost VIII“. Hier arbeitete er zusammen mit seinen Corpsbrüdern Arno Schickedanz und Otto von Kursell sowie mit Max Hildebert Boehm und machte im Frühjahr 1918 den Vormarsch der deutschen Truppen in Estland mit, wofür er das EK I erhielt.

### In der Weimarer Republik
Im März 1920 beteiligte sich Scheubner-Richter am Kapp-Putsch. Er war von Wolfgang Kapp als Chef des Nachrichtendienstes der neuen, durch den Putsch ins Amt zu bringenden Regierung vorgesehen, wozu es dann aber nach dem Scheitern des Putsches nicht kam. Er selbst musste anschließend nach München fliehen, wo er unter anderem die „Wirtschaftliche Aufbau-Vereinigung“ als Bindeglied zwischen deutschen Rechten und russischen monarchistischen Emigranten gründete.

## Beziehung zu Adolf Hitler
Max Scheubner-Richter traf im Oktober 1920 erstmals mit Adolf Hitler zusammen. In der Folge wurde er zu dessen außenpolitischem Berater und zu einem Finanzier der Partei, der es auch verstand, weitere Geldquellen zu ermitteln und nutzbar zu machen. Er gilt als ein, in der damaligen Zeit, entscheidender Förderer der frühen NSDAP, in die er selbst 1921 eintrat.

### Finanzhilfe
Die finanziellen und politischen Verbindungen Scheubner-Richters umfassten Industrielle, preußische Junker, Aristokraten, wie die Wittelsbacher, hohe kirchliche Stellen und vermögende Russland-Emigranten. Dabei sind besonders hervorzuheben seine weitverzweigten Kontakte zu konservativen und rechtsradikalen Kreisen in Deutschland, so zum Beispiel zu Erich Ludendorff und zu exilierten russischen Monarchisten, die sich durch eine Unterstützung der NSDAP eine Beeinflussung der deutschen Politik in die Richtung einer Beseitigung der Sowjetunion und eine Wiedererrichtung des Zarentums in Russland erhofften. Mit außerordentlichem Geschick gelang es ihm, beträchtliche finanzielle Mittel für die Nationalsozialistische Partei zu erschließen. So brachte er u. a. die Geldmittel für den Ankauf der Zeitung Münchener Beobachter auf, die denn unter dem Namen Völkischer Beobachter zum Parteiorgan der NSDAP wurde. Scheubner-Richter vermittelte Adolf Hitler auch den Kontakt zum „Stahlbaron“ Fritz Thyssen, der dann zum finanziellen Gönner der NSDAP wurde, als die übrige Großindustrie ihr noch weitgehend ablehnend gegenüberstand.
Zur Beschaffung von Geldmitteln gründete Max Scheubner-Richter zwei „gemeinnützige“ Organisationen, die es seinen Freunden ermöglichte, steuerbegünstigt der NSDAP Spenden zukommen zu lassen. Um den Zahlern das Spenden attraktiver zu machen, präsentierte er ihnen respektable Galionsfiguren ihrer jeweiligen Kreise, deren Ziele vorgeblich durch die Spenden befördert würden: den Konservativen Theodor von Cramer-Klett junior, die exilierte russische Großfürstin Viktoria Fedorowna, deren Gatte Ansprüche auf den vakanten Zarenthron geltend machte – und die ihre Juwelen zugunsten der Partei versetzte –, und den ehemaligen russischen General Wassili Biskupski. Biskupski seinerseits vermittelte Scheubner-Richter und somit der NSDAP Kontakt zu dem in Paris ansässigen russischen Kommerz-, Industrie- und Handelsverband, dessen Mitglieder ebenfalls eine Umgestaltung der politischen und gesellschaftlichen Verhältnisse in der Sowjetunion zu ihren Gunsten erhoffen. In einem Brief aus dem Jahr 1939 taxierte der General die der Partei auf Fürsprache Scheubner-Richters von Exil-Russen hin gewährte Finanzhilfe auf eine halbe Million Goldmark.

### Marsch auf die Feldherrnhalle
Für den Hitlerputsch – den gewaltsamen Staatsstreich zur Beseitigung der Weimarer Demokratie im November 1923 – hatte Scheubner-Richter die Hauptregie und zunächst zusammen mit Alfred Rosenberg einen Putschplan entworfen, der aber dann nicht weiter verfolgt wurde. Am Abend des 8. November 1923 holte er persönlich Erich Ludendorff (1856–1937) aus Ludwigshöhe mit dem Auto ab und brachte ihn zu den wartenden Aufständischen in den Münchener Bürgerbräukeller. Am nächsten Morgen führte er mit Hitler, Ludendorff und Hermann Göring den Marsch auf die Feldherrnhalle an. Der Zug der Aufständischen konnte eine polizeiliche Postenkette durchbrechen und traf dann auf dem Odeonsplatz auf einen weiteren Cordon bewaffneter Landespolizisten. Aus bis heute nicht vollständig geklärten Gründen kam es zu einem Schusswechsel, in dessen Folge vierzehn Putschisten (später zwei weitere vor dem bayerischen Kriegsministerium) und vier Polizisten starben. Scheubner-Richter war der erste, der tödlich getroffen zu Boden sank. Hitler hatte sich bei ihm untergehakt und wurde von dem Sterbenden mit zu Boden gerissen. Dabei renkte sich Adolf Hitler zwar den Arm aus, blieb aber während des nun folgenden Schusswechsels am Boden, so dass die Kugeln über seinen Kopf hinweggingen und er weitgehend unverletzt blieb.

### „Blutzeuge der Bewegung“
Hitler widmete seinem Gefolgsmann nicht nur – wie den fünfzehn anderen toten Gefolgsleuten des gescheiterten Putsches auch – den ersten Teil seines Buches Mein Kampf, sondern meinte außerdem: „Alle sind ersetzbar, nur einer nicht: Scheubner-Richter!“
Nach der Machtergreifung der Nationalsozialisten 1933 wurde an der Feldherrnhalle in München eine Tafel mit den Namen dieser Personen angebracht, die von einer Ehrenwache der SS geehrt wurde. Jeder Passant musste diese Tafel mit dem Hitlergruß ehren. 1935 wurden auf dem Königsplatz zwei „Ehrentempel“ als gemeinsame Grabanlage für diese Personengruppe errichtet. Im selben Jahr wurde Scheubner-Richter exhumiert, zusammen mit den übrigen Toten dorthin überführt und in bronzenen Sarkophagen erneut beigesetzt. Bis 1945 wurden sie in den nationalsozialistischen Kult um die „Blutzeugen der Bewegung“ einbezogen. Nach Scheubner-Richter wurden auch Straßen benannt, so in München und in  Leslau (im Wartheland).

## Archivische Überlieferung
Im Staatsarchiv München haben sich die Akten der Polizeidirektion München über die Beobachtung der NSDAP in den frühen 1920er Jahren sowie zum Hitler-Putsch erhalten, in denen sich auch einiges Material zu Scheubner-Richter, insbesondere Berichte über Versammlungen, in denen er auftrat und Zeitungsausschnitte über ihn, erhalten haben. So zum Beispiel der Zeitungsartikel „Wer ist der Mann“ aus dem Bayerischen Kurier vom 5. Oktober 1923 oder den Artikel Die Figur „Scheubner-Richter“ und anderes in der Münchener Post vom 6. März 1924.

## Belege
1. ↑  Michael Kellogg: The Russian roots of Nazism: White Émigrés and the Making of National Socialism, 1917–1945. Cambridge, ISBN 978-0-521-84512-0.
2. ↑  Notiz Artur Zimmermann vom 24.9.1914, PA AA R 21008, S. 27. In: Martin Kröger: Im wilden Kurdistan. Die militärische Expedition in der Osttürkei 1914–1916. Oldenbourg, München 2014, S. 145.
3. ↑  Martin Kröger: Revolution als Programm. Ziele und Realitäten der deutschen Orientpolitik. In: Wolfgang Michalka (Hrsg.): Der Erste Weltkrieg. Piper, München/Zürich 1994.
4. ↑  Von Scheubner-Richter an den Botschafter, 20. Mai 1915. armenocide.de
5. ↑  Sein richtiger Name war Hassan Bey; er war ein im türkischen Raum bekannter Kleinkrimineller. Es war in diesen wirren Zeiten nicht selten, solchen geltungsbedürftigen Hochstaplern auf den Leim zu gehen; vgl. dazu: Martin Kröger: Revolution als Programm. In: Wolfgang Michalka (Hrsg.): Der Erste Weltkrieg. Piper, München/Zürich 1994.
6. ↑  Martin Kröger: Im wilden Kurdistan. Die militärische Expedition in der Osttürkei 1914–1916. In: Wilfried Loth, Marc Hanisch (Hrsg.): Erster Weltkrieg und Dschihad. Oldenbourg, München 2014, S. 151.
7. ↑  Ernst Piper: Alfred Rosenberg – Hitlers Chefideologe. München 2005, ISBN 3-89667-148-0, S. 62.
8. ↑  mapywig.org (Memento des Originals vom 27. Februar 2016 im Internet Archive)  Info: Der Archivlink wurde automatisch eingesetzt und noch nicht geprüft. Bitte prüfe Original- und Archivlink gemäß Anleitung und entferne dann diesen Hinweis.
9. ↑  Staatsarchiv München: Polizeidirektion München Nr. 6707, Digitalisat 147; dfg-viewer.de
10. ↑  Die Figur „Scheubner-Richter“ und anderes. In: Münchener Post, 6. März 1924 (zeitgenössische Personensizze über Scheubner-Richter) Staatsarchiv München, Polizeidirektion 6716, Digitalisat 132: Zeitungsausschnitt; dfg-viewer.de

| Personendaten    | Personendaten                                                        |
| ---------------- | -------------------------------------------------------------------- |
| NAME             | Scheubner-Richter, Max Erwin von                                     |
| ALTERNATIVNAMEN  | Scheubner-Richter, Ludwig Maximilian Erwin von                       |
| KURZBESCHREIBUNG | deutscher Diplomat und eine Führungsfigur in der Frühphase der NSDAP |
| GEBURTSDATUM     | 21. Januar 1884                                                      |
| GEBURTSORT       | Riga                                                                 |
| STERBEDATUM      | 9. November 1923                                                     |
| STERBEORT        | München                                                              |